# Colom de Nicobar
El colom de Nicobar (Caloenas nicobarica) és una espècie d'ocell de la família dels colúmbids (Columbidae) i única espècie viva del gènere Caloenas. Habita zones d'arbusts i manglars de gran nombre d'illes, des de les Andaman i Nicobar, illes properes a Tailàndia, l'arxipèlag de Mergui i altres illes properes a la costa d'Indoxina, Filipines, illes Petites de la Sonda, illes properes a Nova Guinea, Trobriand, D'Entrecasteaux, Louisiade, illes Palau, Arxipèlag Bismarck i Illes Salomó.